# ویکتور پالموف
ویکتور پالموف (اوکراینی: Віктор Никандрович Пальмов؛ ۱ ژانویهٔ ۱۸۸۸ – ۱ ژانویهٔ ۱۹۲۹) نقاش اهل امپراتوری روسیه بود.